# جاده ای۱۲۹
جاده ای۱۲۹ (به انگلیسی: A129 road) یکی از جاده‌های کشور انگلستان است.
این جاده از شهرک شنفیلد شروع و در شهرک هادلی در شهرستان اسکس به پایان می‌رسد، طول این جاده ۲۷.۴ کیلومتر است.